# Tim Sheehy (homme d'affaires)
Pour les articles homonymes, voir Tim Sheehy.
Tim Sheehy, diminutif de Timothy Patrick Sheehy, né le 18 novembre 1985, est homme d'affaires américain et ancien membre des forces spéciales de la marine. Candidat du Parti républicain, il est élu sénateur du Montana lors des élections de novembre 2024.

## Biographie

### Carrière militaire
Après le lycée à Saint Paul (Minnesota) dans le Minnesota, Sheehy rentre l'Académie navale américaine, où il est diplômé en 2008 avec un Bachelor of Science. Il s'engage comme Navy SEAL et suit l'Army Ranger School.
Entre novembre 2009 et septembre 2012, il est chef d'escadron basé à la Naval Amphibious Base Little Creek en Virginie ; il participe à des opérations extérieurs en Irak et Afghanistan contre le terrorisme et Amérique du Sud dans le cadre d'opérations de lutte contre les narcotrafiquants.
Ensuite, il est commandant de mission à Honolulu comme pilote d'engins submersibles.
Sheehy quitte le service actif en 2014 et il est démobilisé en 2019. En octobre 2015, Sheehy reçoit la Bronze Star et la Purple Heart, décernés par le membre du Congrès Ryan Zinke.

### Carrière professionnelle
En 2014, Sheehy fonde la société Bridger Aerospace basée à Belgrade dans le Montana, qui fournit des services de lutte aérienne contre les incendies dans 24 États et deux provinces canadiennes. Lors de la fondation de l'entreprise, Sheehy était le seul pilote d'un avion qui aidé les éleveurs à suivre le bétail. 
En 2020, Sheehy a cofondé la Little Belt Cattle Company avec Greg Putnam, un autre ancien Navy SEAL, pour gérer un ranch de bétail en activité qui s'étend sur plus de 8000 Ha dans le Montana.
En 2024, Sheehy démissionne de son poste de PDG de Bridger pour se concentrer sur sa campagne sénatoriale.

### Carrière politique
En juin 2023, Sheehy annonce qu'il se présente comme républicain contre le titulaire démocrate Jon Tester, en poste depuis trois mandats, lors des élections sénatoriales américaines de 2024 dans le Montana. Il fait partie des candidats les plus riches en lice pour le Sénat,.
Il remporte l'élection avec près de 53 % des suffrages permettant au Parti républicain de retrouver une majorité au Sénat.